# Destare i morti
Destare i morti (titolo originale To Wake the Dead) è un romanzo giallo di John Dickson Carr del 1937, ottavo della serie che vede come protagonista il dottor Gideon Fell.

## Trama
Christopher Kent, uno scrittore di gialli, accetta la scommessa propostagli dal suo amico Dan Reaper: dovrà riuscire a fare il viaggio dal Sudafrica all'Inghilterra senza toccare un penny del suo denaro e incontrarsi con Dan ed altri amici a Londra la mattina del 31 gennaio. Christopher riesce nell'impresa: il giorno prima della scadenza è già a Piccadilly, davanti al Royal Scarlet Hotel, dove ha appuntamento con Dan. Sfortunatamente ha finito i soldi, è affamato e non sa come procurarsi da mangiare per le ventiquattr'ore successive. Il caso gli fa capitare in mano il cartoncino di prenotazione di una stanza dell'hotel, e così a Christopher viene l'ispirazione di fare colazione gratis, spacciandosi per il suo occupante. Ma questo espediente lo fa piombare in un pericoloso equivoco quando il portiere gli chiede di entrare nella sua camera per recuperare un gioiello prezioso dimenticato da un precedente cliente. Il gioiello non c'è, ma in compenso nella stanza c'è una donna morta, strangolata e sfigurata. A Christopher, coinvolto in un omicidio, non resta che svignarsela e chiedere l'aiuto del criminologo Gideon Fell, con il quale è in corrispondenza. Ma dal dottore apprende che la situazione è più complicata di quanto sembri. Infatti la donna morta è Josephine, la moglie di suo cugino Rodney Kent; e lo stesso Rodney è stato assassinato due settimane prima nella casa di campagna di Sir Gyles Gay, presso il quale tutta la comitiva degli amici di Chris era ospite. Il dottor Fell si trova a dover risolvere un problema estremamente ingarbugliato i cui elementi comprendono un uomo che si aggira di notte in una casa del Sussex con indosso la divisa di un albergo di Londra, un braccialetto con una misteriosa iscrizione in latino, quindici asciugamani ritrovati sul luogo del delitto e l'enigmatica frase pronunciata da Josephine la sera prima di venire uccisa: "Così nessuno potrà cercare di destare i morti."

## Personaggi principali
- Christopher Kent - scrittore
- Dan Reaper - uomo politico
- Melitta Reaper - sua moglie
- Rodney Kent - segretario di Dan Reaper
- Josephine (Jenny) Kent - moglie di Rodney
- Francine Forbes  - amica di Christopher
- Harvey Wrayburn - amico di Christopher
- Sir Gyles Gay - ex funzionario governativo
- Kenneth Hardwick - direttore del Royal Scarlet Hotel
- Ritchie Bellowes - l'ubriacone del villaggio
- Myers - portiere del Royal Scarlet Hotel
- Eleanor Peters - cameriera del Royal Scarlet Hotel
- Alice Weymiss, Letty King - cameriere di Sir Gyles Gay
- Ispettore Tanner - ispettore di polizia di Northfield
- Sergente Betts - poliziotto
- Hadley - Sovrintendente del CID di Scotland Yard
- Dottor Gideon Fell - investigatore

## Critica
"Uno dei romanzi di Carr più sottovalutati, principalmente a causa del fatto che fu preceduto e seguito da molti dei suoi lavori più famosi e che, mentre i critici inglesi lodarono il libro, esso non piacque invece ai critici americani. Non c'è nessun crimine impossibile. C'è, invece, il problema del perché l'assassino abbia indossato l'uniforme di un'inserviente d'albergo per commettere i suoi delitti, uno dei quali nel Sussex e l'altro in un hotel di Londra. [...] L'indagine è ben fatta, con buoni indizi basati su degli asciugamani, un baule da viaggio, dell'inchiostro rosso e un braccialetto. Dopo che l'assassino è stato catturato [...] il dottor Fell dimostra chi, come e perché in un grande spettacolo di logica."

Carr incorre (forse volutamente) in un piccolo anacronismo: la storia è ambientata nel gennaio 1937 (come è scritto sul cartoncino di prenotazione che Christopher Kent trova) e il dottor Fell risiede ancora al numero 1 di Adelphi Terrace. In realtà l'Adelphi Building, di cui faceva parte la casa dell'investigatore, fu demolito nella seconda metà del 1936.

## Opere derivate
Nel 1997 la BBC ha mandato in onda uno sceneggiato radiofonico in due puntate dal titolo To Wake the Dead, tratto dal romanzo e  diretto da Enyd Williams, con Donald Sinden nel ruolo di Gideon Fell e John Hartley in quello del sovrintendente Hadley.

## Edizioni
- John Dickson Carr, Destare i morti, traduzione di A.M. Francavilla, I Classici del Giallo Mondadori (n.556), Mondadori, 1988,  p. 205.